# チャプリナ
チャプリナ（ボスニア語:Čapljina、クロアチア語:Čapljina、セルビア語:Чапљина）は、ボスニア・ヘルツェゴビナ南部の町、およびそれを中心とした基礎自治体である。同国のうち、クロアチア人やボシュニャク人を主体とするボスニア・ヘルツェゴビナ連邦に属しており、ヘルツェゴビナ・ネレトヴァ県に含まれる。クロアチアとの国境に面しており、アドリア海まで20キロメートルに位置している。
ネレトヴァ川が市域を横切って流れ、クロアチア国境を越えるとまもなくプロチェ付近でアドリア海へと注ぎ込む。町の象徴となっているのはトミスラヴ王の像である。カトリック教会のアッシジのフランチェスコ聖堂も町の象徴的な建造物である。自治体の紋章（自治体公式サイトを参照）はクロアチアの市松模様、市内の歴史的集落ポチテリ（Počitelj）、アッシジのフランチェスコで構成されている。市内は考古学的遺産と手付かずの原生林に富んでおり、農業観光などの開発が進められている。また、ヨーロッパきっての野鳥の多様性に富むフトヴォ・ブラト自然公園（Hutovo Blato）も市内に含まれる。国境をはさんでクロアチア側に位置するメトコヴィチ（Metković）からも程近く、両都市の経済的結びつきは強い。

## 歴史
チャプリナの古い歴史についてはそれほど知られていないが、ローマ人によって紀元前5世紀に町が築かれたことが分かっている。しかし、古代ギリシアやローマの地図によると、この地域には土着のイリュリア人が居住していたことが記されており、中でもArdiaei族はこの地に住んでギリシア人と交易をしていたが、ローマに征服された。町の名前「チャプリナ」は、南スラヴ語でサギを意味する「čaplja」（チャプリャ）に由来している。この地域にかつて居住していたイリュリア人の部族の名前「Ardiaei」は、ラテン語でサギを意味する「Ardea」に由来していると考えられる。
第二次世界大戦では、ウスタシャがこの周辺できわめて非道な蛮行を繰り広げた。ウスタシャの蛮行を祝福するナチストの歌曲「ヤセノヴァツ・イ・グラディシュカ・スタラ」（Jasenovac i Gradiška Stara）では、「チャプリナに屠殺場があり、ネレトヴァ川がセルビア人を流し去る」という歌詞が含まれており、大戦中に行われたセルビア人に対する残虐な虐殺行為が歌われている。プレビロヴツィ虐殺（Prebilovci massacre）は、市内のプレビロヴツィ（Prebilovci）というセルビア人の多く住む小集落で起こった事件であり、集落の住民600人を含む4000人が穴に埋められ、殺害された。
第二次世界大戦以降、この地はボスニア・ヘルツェゴビナの海への出口プロチェ（クロアチア領）とを結ぶ中継点となった。1992年から1995年までのボスニア・ヘルツェゴビナ紛争では、チャプリナはクロアチア防衛評議会の支配下となり、非クロアチア人の住民は強制退去させられ、ガベラ収容所（Gabela camp）に収容された。
2007年夏には山火事によって市内の山村地域で広範な被害が出た。

## 住民
| チャプリナ自治体の人口構成 |                 |                 |                 |
| 国勢調査                   | 1991年          | 1981年          | 1971年          |
| クロアチア人               | 14,969 (53.68%) | 13,931 (53.51%) | 12,603 (53.72%) |
| ムスリム人                 | 7,672 (27.51%)  | 6,830 (26.23%)  | 6,781 (28.90%)  |
| セルビア人                 | 3,753 (13.46%)  | 3,467 (13.31%)  | 3,672 (15.65%)  |
| ユーゴスラビア人           | 1,047 (3.75%)   | 1,566 (6.01%)   | 193 (0.82%)     |
| その他・不明               | 441 (1.58%)     | 238 (0.91%)     | 210 (0.89%)     |
| 合計                       | 27,882          | 26,032          | 23,459          |

### 1991年の集落別人口構成
絶対多数
比較多数
| 1991年のチャプリナ自治体の集落別人口構成 |        |              |            |            |                  |              |
| 集落                                     | 合計   | クロアチア人 | ムスリム人 | セルビア人 | ユーゴスラビア人 | その他・不明 |
| バヨヴツィ（Bajovci）                    | 181    | 176          | 5          | 0          | 0                | 0            |
| ビヴォリェ・ブルド（Bivolje Brdo）       | 841    | 256          | 562        | 4          | 6                | 13           |
| ツルニチ（Crnići）                       | 50     | 50           | 0          | 0          | 0                | 0            |
| チャプリナ（Čapljina）                   | 7,461  | 3,067        | 2,191      | 1,267      | 707              | 229          |
| チェリェヴォ（Čeljevo）                  | 1,058  | 827          | 194        | 1          | 8                | 28           |
| ドリャニ（Doljani）                      | 365    | 357          | 0          | 5          | 0                | 3            |
| ドマノヴィチ（Domanovići）               | 1,270  | 326          | 727        | 186        | 21               | 10           |
| ドラチェヴォ（Dračevo）                  | 630    | 582          | 0          | 41         | 0                | 7            |
| ドレテリ（Dretelj）                      | 576    | 508          | 53         | 3          | 11               | 1            |
| ドゥブラヴィツァ（Dubravica ）           | 7      | 1            | 3          | 3          | 0                | 0            |
| ガベラ（Gabela）                         | 2,440  | 2,046        | 32         | 324        | 24               | 14           |
| グニリシュタ（Gnjilišta）                | 345    | 338          | 1          | 0          | 0                | 6            |
| ゴリツァ（Gorica）                       | 456    | 380          | 65         | 1          | 4                | 6            |
| グラボヴィナ（Grabovina）                | 947    | 817          | 29         | 57         | 29               | 15           |
| ホタニ（Hotanj）                         | 275    | 178          | 93         | 0          | 4                | 0            |
| ヤセニツァ（Jasenica ）                  | 165    | 1            | 157        | 0          | 0                | 7            |
| クレプツィ（Klepci）                     | 417    | 14           | 0          | 383        | 13               | 7            |
| ロクヴェ（Lokve）                        | 587    | 0            | 395        | 192        | 0                | 0            |
| オプリチチ（Opličići）                   | 1,386  | 108          | 916        | 357        | 0                | 5            |
| ポチテリ（Počitelj）                     | 905    | 172          | 660        | 20         | 36               | 17           |
| プルチャヴツィ（Prćavci）                | 260    | 260          | 0          | 0          | 0                | 0            |
| プレビロヴツィ（Prebilovci）             | 174    | 1            | 0          | 171        | 0                | 2            |
| シェコセ（Sjekose）                      | 169    | 146          | 10         | 12         | 0                | 1            |
| スタノイェヴィチ（Stanojevići）          | 194    | 31           | 163        | 0          | 0                | 0            |
| ストルゲ（Struge）                       | 437    | 284          | 130        | 2          | 16               | 5            |
| スヴィタヴァ（Svitava）                  | 319    | 317          | 0          | 0          | 0                | 2            |
| シェヴァシュ・ニヴェ（Ševaš Njive）      | 262    | 69           | 191        | 0          | 2                | 0            |
| シュルマンツィ（Šurmanci）               | 403    | 354          | 47         | 0          | 2                | 0            |
| タソヴチチ（Tasovčići）                  | 1,675  | 294          | 511        | 698        | 138              | 34           |
| トレビジャト（Trebižat）                 | 1,399  | 1,371        | 9          | 1          | 11               | 7            |
| ヴィシチ（Višići）                       | 1,788  | 1,207        | 528        | 23         | 15               | 15           |
| ズヴィロヴィチ（Zvirovići）              | 440    | 431          | 0          | 2          | 0                | 7            |
| 合計                                     | 27,882 | 14,969       | 7,672      | 3,753      | 1,047            | 441          |

ボシュニャク人（ユーゴスラビア崩壊前は「ムスリム人」と呼ばれていた）は1990年代初期の民族浄化によって追放され、現在の多数派を占めるのはクロアチア人であると考えられている。1991年以降、国勢調査が行われていないので、正確な人口構成は不明である。

## 文化

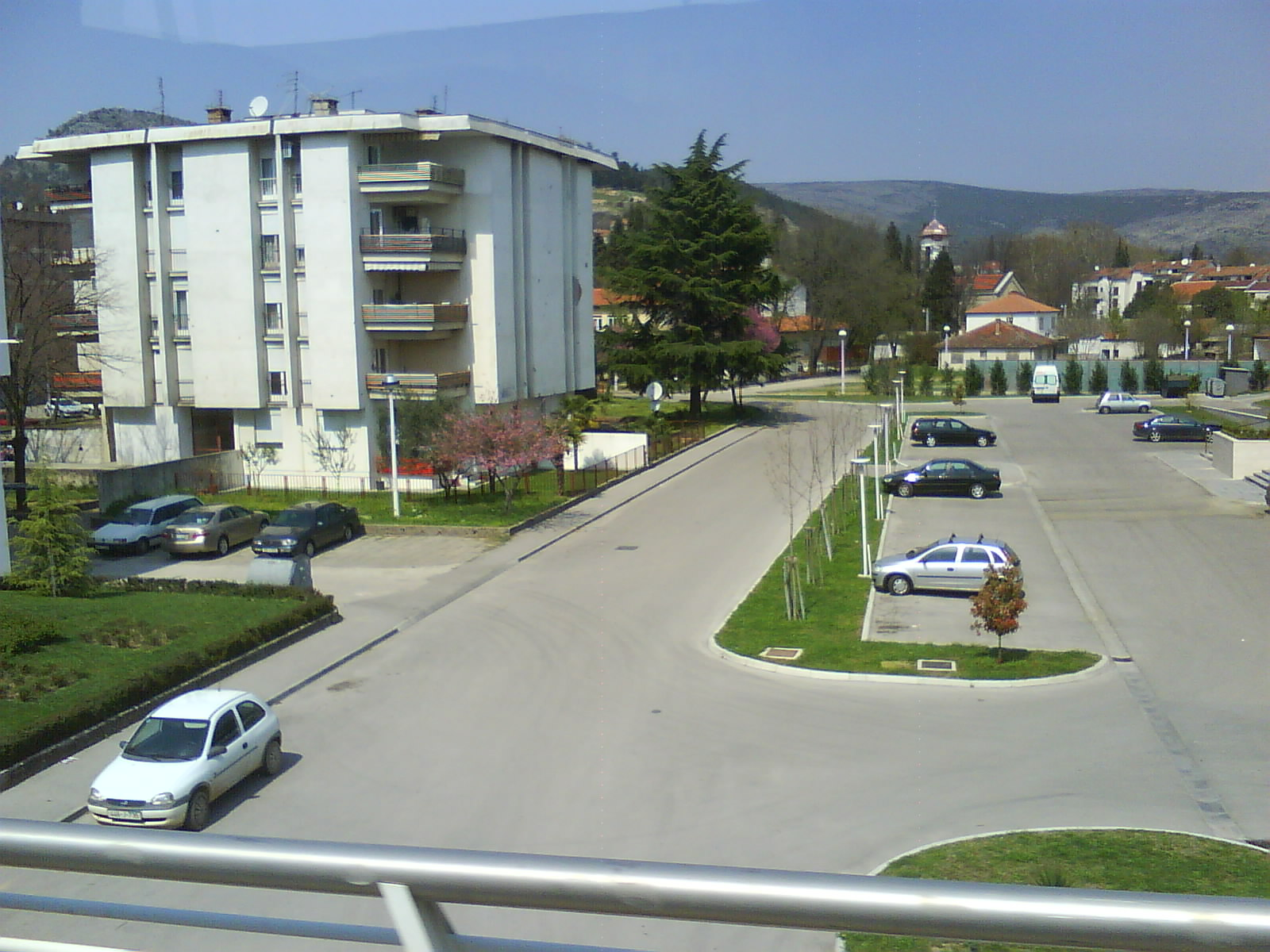
住宅地の風景

チャプリナ地域には、多くのクロアチア系の文化クラブがある。以下はその一部である:
- HKUD Čapljina（チャプリナ）
- HKUD Sv.Ante（ドレテリ）
- HKUD Seljačka Sloga（トレビジャト）
- HKUD ZORA（ストルゲ、ゴリツァ）

### スポーツ
- HNKチャプリナ（HNK Čapljina） - サッカー・クラブ
- GOŠKガベラ（GOŠK Gabela） - サッカー・クラブ
- HKKチャプリナ・ラスタ（HKK Čapljina Lasta） - バスケットボール・クラブ